# シェションク6世
シェションク6世（Shoshenq VI、在位：紀元前804 ‐ 798年頃）は古代エジプト第23王朝のファラオ。即位名はウセルマアトラー・メリアメン。

## 概要
タケロト2世との政争に勝ち、テーベと上エジプトの支配権を奪取したペディバステト1世の後継者。第22王朝初代の王シェションク1世から数えると4人目の同名の王であることから、多くの研究者は長年、この王をシェションク4世と呼び、一般向けに著された書籍の多くもこれに倣って4世の名で紹介していた。しかし近年の調査によってシェションク3世の後継者にもう一人シェションクという名のファラオが存在した事が判明したため、第22王朝の本流でヘジュケペルラーという即位名を持つこの人物をシェションク4世と呼ぶようになり、第23王朝に属するウセルマアトラー・メリアメン・シェションクはシェションク6世という呼び名に改められた。
王の治世についてはカルナックのメンチュ神殿の屋根に刻まれた碑文から治世4年目の日付が、ナイルの水位記録 No.25からは6年目の日付が確認されている。しかしその後、ペディバステトに敗れて西方のオアシス地帯に逃れていたタケロト2世の王子オソルコンとバクエンプタハが勢いを盛り返し、シェションク6世は権力の座を追われた。シェションク3世の治世39 年目頃の事であったと見られている。
オソルコンはその年に兄弟と行ったテーベの再征服について水位記録No.7で明示しており、そこには「彼らと戦った者全てが覆された」と記述されている 。その後オソルコンはオソルコン3世として即位し、バクエンプタハはヘラクレオポリスの将軍となった。これ以降、シェションク6世の名は記録から消え、どうなったかは定かでない。